# Аверьянов, Николай Филиппович
Никола́й Фили́ппович Аверья́нов (1912,  деревня Неговка, Кошелёвской волости, Рогачёвского уезда, Могилёвской губернии, Российская империя — 5 октября 1942, хутор Хованский, Серафимовичского района, Сталинградской области, СССР) — участник Великой Отечественной войны, стрелок 7-й роты 406-го стрелкового полка 124-й стрелковой дивизии 21-й армии Донского фронта, красноармеец. В бою закрыл своим телом амбразуру пулемёта.

## Биография
Родился в 1912 году в деревне Неговка в крестьянской семье. До войны работал в колхозе. 
В июне 1941 года призван в РККА. В декабре 1941 года в Воронеже попал в состав формировавшейся 124-й стрелковой дивизии, после чего участвовал в составе дивизии в Харьковском сражении и дальнейших боях на Северском Донце. 
В октябре 1942 года 124-я стрелковая дивизия вела бои с частями 3-й румынской армии западнее Серафимовича близ хутора Хованский, пытаясь удержать и расширить плацдарм на южном берегу Дона. Для этих целей части дивизии развернули наступление в направлении хутора Верхне-Фомихинский. К тому времени румынскими войсками, занимавшими высоты, была оборудована оборонительная полоса, включавшая в себя дзоты, заграждения и минные поля. Для уничтожения дзотов, из которых вёлся пулемётный огонь, были сформированы штурмовые группы, в одну из которых вошёл боец Аверьянов. 
В ночь на 5 октября 1942 года полк перешёл в наступление. В числе первых красноармеец Аверьянов подобрался к дзоту и, забросав его гранатами, уничтожил и расчёт, и пулемёт. При уничтожении второго дзота остался без боеприпасов  и накрыл своим телом амбразуру дзота. Приказом командующего Донского фронта от 5 ноября 1942 года, посмертно награждён Орденом Красного Знамени
Похоронен на окраине хутора Хованский в братской могиле. В городе Серафимовичи 2-я Нижняя улица решением городского Совета депутатов трудящихся от 26.11.1975 года переименована в улицу имени Аверьянова. На доме № 1 установлена мемориальная доска с надписью: «Эта улица переименована в честь солдата Николая Филипповича Аверьянова – закрывшим своим телом амбразуру дзота 5 октября 1942 года» 